# Льо Ман
Льо Ман (на френски: Le Mans) е град в Северозападна Франция.

## География
Градът е в регион Пеи дьо ла Лоар. Главен административен център е на департамент Сарт. Разположен е на река Сарт. ЖП възел. Населението на града е около 144 000 души (2007).

## История и забележителности
За пръв път е споменат като населено място от Клавдий Птолемей. Превзет е от римляните през 47 г. пр.н.е..

### Сен Жулиен отЛьо Ман
Лъчистата готика бързо се разпространява от Ил дьо Франс в други части на Нормандия, в много проекти, които вече са в процес на изграждане. В катедралата Льо Ман в Нормандия епископ Джефри дьо Лудон модифицира плановете чрез добавяне на двойни арки и високи прозорци, разделени на ланцети, както и кръг от нови параклиси. 
- Трифориума Сен Жулиен от Льо Ман (средата на 13 в)
- Гало-римска стена

## Спорт
Представителният футболен отбор на града се казва Льо Ман ЮК 72. Играл в най-горните две нива на френския футбол. Около Льо Ман се провежда прочутото високоскоростно автомобилно състезание „24-те часа на Льо Ман“, по време на което автомобилите се движат почти непрекъснато в продължение на едно денонощие, като се спира, единствено за да могат шофьорите, които са на смени и са няколко за един автомобил, да се редуват зад волана на колите. Състезанието е уникално, неповторимо, престижно и единствено по рода си и не се провежда в рамките на световния шампионат за издръжливост, който включва още състезанията 6 часа на Силвърстоун, 6 часа на Спа и др. В Льо Ман на 11 май 1955 г. става една от най-големите трагедии в света на спорта наречена Трагедията на Льо Ман, където загиват 80 души.

## Личности
Родени
- Франсоа Фийон (р. 1954), френски политик
- Себастиан Бурде (р. 1979), автомобилен състезател

Починали
- Венсан дьо Моро-Жафери (1878 – 1956), френски юрист

## Побратимени градове
- Волос, Гърция
- Александрия, Египет
- Ростов на Дон, Русия
- Плевен, България

## Демография
| Демографско развитие на Льо Ман между 1962 и 2005 |         |         |         |         |         |         |
| 1962                                              | 1968    | 1975    | 1982    | 1990    | 1999    | 2005    |
| 132 181                                           | 143 246 | 152 285 | 147 697 | 145 502 | 146 105 | 141 432 |